# Kalle Strokirk
Kalle Strokirk, egentligen Carl Gustaf Anders Strokirk, född 20 maj 1948 i Stockholm, död 20 april 2022 i Stockholm, var en svensk serietecknare och skribent verksam från 1970 och på 1980- och 1990-talet i Dagens Nyheter samt på 2010-talet i Världen idag.